# Centre commémoratif de Gisimba
 (juillet 2025).
Le Centre commémoratif Gisimba est une organisation communautaire basée à Kigali, au Rwanda, qui offre un soutien adapté aux traumatismes et gère un programme périscolaire pour les enfants vulnérables et défavorisés. Initialement l'un des orphelinats les plus anciens et les plus reconnus du Rwanda, le centre a réorienté son action en 2016 suite à un changement de politique nationale du gouvernement visant à fermer les orphelinats et à réintégrer les enfants dans des familles d'accueil par le biais de placements en famille d'accueil et d'adoptions. Il a été fondé par Peter et Dancilla Gisimba dans les années 1980. Ils ont accueilli des orphelins de la communauté locale, jusqu'à ce qu'ils soient trop nombreux à héberger, et qu'ils soient alors transférés dans un lieu plus grand. Il a été rebaptisé Centre commémoratif Gisimba en 1990.
Lors du génocide des Tutsi du Rwandais en 1994, les Damas et Jean-François Gisimba (les fils du fondateur), ainsi que l'assistant américain Carl Wilkens, ont aidé à cacher et à sauver 400 enfants, et encore plus d'adultes, des milices Interahamwe, ou Hutu, au sein de l'orphelinat. Le 21 novembre 2017, l'ancien orphelinat a officiellement changé de mission. Dans une déclaration à la presse, le directeur a déclaré : « Nous avons transformé l'orphelinat en Gisimba After School Initiative – c'est un centre de formation qui réunira les jeunes pour diverses activités de divertissement et d'éducation. »

## Médias
Brandon Stanton, le créateur de Humans of New York, s'est rendu au Rwanda en septembre 2018. À partir du 16 octobre 2018, il a commencé à couvrir le génocide sur son site à travers une série d'interviews et de photos de personnes touchées<. Sur son site, il a déclaré son objectif : « Pendant ma semaine au Rwanda, je me suis concentré sur les histoires de personnes qui ont pris position moralement pendant le génocide. Ce sont des membres de la majorité hutue qui ont risqué leur vie pour protéger les Tutsis. Au Rwanda, ils sont connus sous le nom de "Les Sauveteurs". » En conjonction avec la série, il a organisé une campagne GoFundMe au profit du Gisimba Memorial Centre au Rwanda et de la Gisimba House, qui n'a pas encore été construite, en Ouganda. Il a complété la campagne avec 13 000 $ du fonds Patreon de HONY, ainsi qu'avec 1 $ pour chaque don au-delà du 5 000e don. La campagne a atteint son objectif de 200 000 $ en 18 heures.